# Ectinohoplia nitidiventris
Ectinohoplia nitidiventris är en skalbaggsart som beskrevs av Gilbert John Arrow 1921. Ectinohoplia nitidiventris ingår i släktet Ectinohoplia och familjen Melolonthidae. Inga underarter finns listade i Catalogue of Life.